# Aquílids
Els aquílids (Achilidae) són una família d'hemípters del subordre Archaeorrhyncha.

## Gèneres
- Subfamilia Achilinae
  - Tribu Achilini
    - Gènere Achilus

  - Tribu Plectoderini
    - Gènere Agandecca

  - Tribu Rhotalini
  - Tribu Tropiphlepsiini
  - Tribu †Waghildini